# Euxoa sublata
Euxoa sublata là một loài bướm đêm trong họ Noctuidae.